# Martin Auerswald
Martin Auerswald (* 7. Mai 1993 in Kulmbach) ist ein deutscher Buchautor, Ernährungsberater und Biochemiker. Er ist als Referent und Seminarleiter tätig und berät Unternehmen im Naturheilkunde- und Nahrungsergänzungssektor.

## Werdegang
Auerswald beendete seine schulische Ausbildung 2011 mit dem Abitur in Kulmbach. 2015 schloss er ein Studium der Biochemie an der Universität Ulm mit dem Bachelor ab, 2017 folgte der Masterabschluss in Molekularer Biotechnologie an der Technischen Universität München. Es folgten Weiterbildungen in Ernährungsberatung, Mikronährstofftherapie, Neuro-linguistischer Programmierung (NLP) und Emotionsarbeit.

## Werke
- Gesund mit Natron: Das vielseitige Hausmittel für die Gesundheit nutzen; Mit Anwendungen und Rezepturen Taschenbuch. Herbig-Verlag, 2022 ISBN 978-3-96859-040-0
- Gesund mit fermentiertem Gemüse: Für mehr Wohlbefinden und eine starke Immunabwehr; Mit vielen Tipps und Rezepten. Herbig-Verlag, 2022 ISBN 978-3-96859-048-6
- Zell-Reset: Mit gesunden Mitochondrien zu mehr Lebensenergie – Dein Stoffwechsel-Programm: Ernährung, Bewegung, Entspannung. Herbig-Verlag, 2023 ISBN 978-3-96859-057-8
- Fakten-Check Nahrungsergänzungsmittel – Welche Nährstoffe, Vitalstoffe und Extrakte wirklich sinnvoll sind. Herbig-Verlag, 2023 ISBN 978-3-96859-046-2
- Gesund mit Hafer: Das heimische Superfood für einen aktiven Stoffwechsel. Herbig-Verlag, 2024 ISBN 3968590740